# Иогансон, Эдуард Юльевич
Эдуард Юльевич Иогансон (18 [30] декабря 1894, Санкт-Петербург, Российская империя — 1942, Ленинград, РСФСР, СССР) — советский киноактёр, режиссёр-постановщик и сценарист.

## Биография
Родился 18 декабря 1894 года в Санкт-Петербурге, в районе первой линии Васильевского острова, в семье эстонских немцев.
К началу Первой мировой войны Иогансон успевает получить вполне приличное, по тем временам, образование: он оканчивает 6-классную коммерческую школу при лютеранской церкви св. Екатерины. Следом — курсы языков Берлица, где осваивает французский и английский. И, уже по собственной инициативе, два года занимается живописью в обществе поощрения художеств. С 1910 года и до своей мобилизации в 1915 году, работает мелким служащим в частном немецком банке.
Его фронтовая жизнь не внесёт никаких серьёзных изменений в род занятий, поскольку будет связана всё тем же бухгалтерским делом, со «снабжением». Закончив войну в чине ефрейтора, в годы Гражданской войны, Иогансон вступает в ряды Красной Армии, где, как и прежде, продолжает заниматься снабжением. Только теперь поставки идут по линии ЧК. Именно это обстоятельство и приведёт Эдуарда Иогансона к знакомству с чекистом Фридрихом Эрмлером. По всей вероятности, именно Эрмлер круто изменит его судьбу, уговорив поступить в Техникум экранных искусств. Где, впрочем, Иогансон проучится всего несколько месяцев. После чего перейдёт в организованную Фридрихом Эрмлером Киноэкспериментальную мастерскую — сокращённо КЭМ.

## Семья
Жена — актриса Антонина Абрамовна Шац.

## Фильмография

#### Роли в кино
1. 1923 — Дворец и крепость  (Режиссёр-постановщик: Александр Ивановский)
2. 1923 — Комедиантка  (Режиссёр-постановщик: Александр Ивановский)
3. 1924 — Скарлатина  (короткометражный) (Режиссёры-постановщики: Эдуард Иогансон, Фридрих Эрмлер)
4. 1925 — На жизнь и на смерть  (Режиссёры-постановщики: Борис Чайковский, Павел Петров-Бытов) — Кренов, красный директор завода
5. 1925 — Степан Халтурин  (Режиссёр-постановщик: Александр Ивановский)
6. 1926 — Декабристы  (Режиссёр-постановщик: Александр Ивановский)
7. 1926 — Катька — бумажный ранет  (Режиссёры-постановщики: Эдуард Иогансон, Фридрих Эрмлер) — спаивает привязанную к столику козу

#### Режиссёр-постановщик
1. 1926 — Дети бури  (совместно с Фридрихом Эрмлером)
2. 1926 — Катька — бумажный ранет  (совместно с Фридрихом Эрмлером)
3. 1927 — На дальнем берегу
4. 1927 — Счастливые черепки
5. 1928 — Прыжок
6. 1929 — В стране семи рек  (научно-популярный)
7. 1930 — Жизнь на полный ход
8. 1930 — Сын страны
9. 1931 — Дорвоз  (научно-популярный)
10. 1932 — Ошибка героя (Картина погибла в годы войны.)
11. 1934 — Наследный принц Республики
12. 1936 — На отдыхе

#### Короткометражные фильмы
1. 1924 — Скарлатина  (короткометражный) (совместно с Фридрихом Эрмлером)
2. 1928 — Гафир и Мариам  (короткометражный)

#### Фильмы-концерты
1. 1939 — Концерт в селе Медвежьем  (фильм-концерт)

#### Документальные фильмы
1. 1939 — Пулково  (документальный)

#### Мультфильмы
1. 1931 — Темпы решают всё  (Мультфильм, пропаганда госзаймов.)
2. 1932 — Симфония мира

#### Прочее
1. 1925 — На жизнь и на смерть  (ассистент режиссёра)

#### Сценарист
1. 1932 — Симфония мира  (мультфильм) (совместно с Георгием Баньковским) (Режиссёр-постановщик: Эдуард Иогансон)